# Persone di nome Florian
| Questa pagina contiene informazioni ricavate automaticamente dalle voci biografiche con l'ausilio del template Bio e di un bot. L'aggiornamento è periodico e automatico e ricostruisce completamente la pagina. Se manca una persona in questa lista, sei pregato di non aggiungerla, ma accertati piuttosto che la sua voce biografica contenga il template Bio e che i dati anagrafici siano correttamente compilati. Se il template Bio manca, inseriscilo tu stesso o, in alternativa, metti l'avviso {{tmp\|Bio}} che ne segnala la mancanza. Se i dati riportati sono sbagliati, correggi direttamente la voce biografica; le modifiche saranno visibili in questa lista entro pochi giorni. Per chiarimenti vedi il progetto antroponimi. La lista contiene solo le 166 persone che sono citate nell'enciclopedia e per le quali è stato implementato correttamente il template Bio. Pagina aggiornata al 6 ago 2025. |

Questa è una lista di persone presenti nell'enciclopedia che hanno il nome Florian, suddivise per attività principale.

## Allenatori di calcio(5)
- Florian Bruns, allenatore di calcio e ex calciatore tedesco (Oldenburg, n. 1979)
- Florian Heller, allenatore di calcio e ex calciatore tedesco (Rosenheim, n. 1982)
- Florian Jarjat, allenatore di calcio e ex calciatore francese (Valence, n. 1980)
- Florian Kohfeldt, allenatore di calcio e ex calciatore tedesco (Siegen, n. 1982)
- Florian Radu, allenatore di calcio e calciatore rumeno (Bucarest, n. 1920 - † 1991)

## Allenatori di pallacanestro(1)
- Florian Hartenstein, allenatore di pallacanestro e ex cestista tedesco (Magonza, n. 1977)

## Allenatori di sci alpino(1)
- Florian Scheiber, allenatore di sci alpino e ex sciatore alpino austriaco (Sölden, n. 1987)

## Arbitri di calcio(1)
- Florian Meyer, ex arbitro di calcio tedesco (Braunschweig, n. 1968)

## Arcieri(1)
- Florian Kahllund, arciere tedesco (Rendsburg, n. 1993)

## Artisti(1)
- Florian Doru Crihana, artista romeno (Galați, n. 1958)

## Attori(5)
- Florian David Fitz, attore, regista e sceneggiatore tedesco (Monaco di Baviera, n. 1974)
- Florian Munteanu, attore, modello e kickboxer tedesco (Würzburg, n. 1990)
- Florian Lukas, attore tedesco (Berlino Est, n. 1973)
- Florian Martens, attore tedesco (Berlino Est, n. 1958)
- Florian Stetter, attore cinematografico tedesco (Monaco di Baviera, n. 1977)

## Biatleti(1)
- Florian Graf, ex biatleta tedesco (Freyung, n. 1988)

## Bobbisti(2)
- Florian Bauer, bobbista e ex velocista tedesco (n. 1994)
- Florian Becke, ex bobbista tedesco (Monaco di Baviera, n. 1983)

## Canottieri(1)
- Florian Mennigen, canottiere tedesco (Ratzeburg, n. 1982)

## Cantanti(3)
- Dido, cantante britannica (Londra, n. 1971)
- Flori Mumajesi, cantante, cantautore e produttore discografico albanese (Tirana, n. 1982)
- Florian Silbereisen, cantante, musicista e conduttore televisivo tedesco (Tiefenbach, n. 1981)

## Cestisti(5)
- Florian Grzechowiak, cestista e allenatore di pallacanestro polacco (Bottrop, n. 1914 - Poznań, † 1972)
- Florian Koch, cestista tedesco (Bonn, n. 1992)
- Florian Léopold, cestista francese (Les Abymes, n. 2000)
- Florian Steinmann, cestista svizzero (Meyrin, n. 1991)
- Florian Trmal, ex cestista austriaco (Vienna, n. 1989)

## Ciclisti(1)
- Florian Dauphin, ciclista francese (Quimperlé, n. 1999)

## Ciclisti su strada(8)
- Florian Guillou, ex ciclista su strada francese (Concarneau, n. 1982)
- Florian Lipowitz, ciclista su strada tedesco (Laichingen, n. 2000)
- Florian Maitre, ciclista su strada e pistard francese (Meudon, n. 1996)
- Florian Sénéchal, ciclista su strada francese (Cambrai, n. 1993)
- Florian Stalder, ex ciclista su strada svizzero (Lenk, n. 1982)
- Florian Stork, ciclista su strada tedesco (Bünde, n. 1997)
- Florian Vachon, ex ciclista su strada francese (Montluçon, n. 1985)
- Florian Vermeersch, ciclista su strada e ciclocrossista belga (Gand, n. 1999)

## Direttori della fotografia(1)
- Florian Hoffmeister, direttore della fotografia tedesco (Braunschweig, n. 1970)

## Dirigenti sportivi(3)
- Florian Beck, dirigente sportivo e ex sciatore alpino tedesco (Blaichach, n. 1958)
- Florian Hinterberger, dirigente sportivo, allenatore di calcio e ex calciatore tedesco (Ratisbona, n. 1958)
- Florian Myrtaj, dirigente sportivo e ex calciatore albanese (Valona, n. 1976)

## Disc jockey(1)
- Florian Picasso, disc jockey e produttore discografico vietnamita (Ho Chi Minh, n. 1990)

## Filosofi(1)
- Florian Znaniecki, filosofo e sociologo polacco (Świątniki, n. 1882 - Champaign, † 1958)

## Fondisti(2)
- Florian Kostner, ex fondista italiano (Bolzano, n. 1979)
- Florian Notz, fondista tedesco (Dettingen an der Erms, n. 1992)

## Generali(2)
- Florian Geyer, generale tedesco († 1525)
- Florian Siwicki, generale, politico e diplomatico polacco (Luc'k, n. 1925 - Varsavia, † 2013)

## Giocatori di football americano(6)
- Florian Bierbaumer, giocatore di football americano austriaco (n. 1998)
- Florian Emslander, ex giocatore di football americano tedesco
- Florian Finke, giocatore di football americano tedesco (Bautzen, n. 1996)
- Florian Hartmann, ex giocatore di football americano e allenatore di football americano tedesco (n. 1983)
- Florian Wegan, giocatore di football americano austriaco (n. 1993)
- Florian Ziegler, giocatore di football americano svizzero (Basilea, n. 1996)

## Hockeisti su ghiaccio(4)
- Florian Blatter, hockeista su ghiaccio svizzero (Zurigo, n. 1984)
- Florian Busch, ex hockeista su ghiaccio tedesco (Tegernsee, n. 1985)
- Florian Ramoser, ex hockeista su ghiaccio italiano (Bolzano, n. 1979)
- Florian Runer, ex hockeista su ghiaccio italiano (Gufidaun, n. 1989)

## Hockeisti su prato(1)
- Florian Fuchs, hockeista su prato tedesco (Amburgo, n. 1991)

## Hockeisti su slittino(1)
- Florian Planker, hockeista su slittino italiano (Bolzano, n. 1977)

## Matematici(1)
- Florian Cajori, matematico e storico della scienza svizzero (Scharans, n. 1859 - Berkeley, † 1930)

## Mezzofondisti(1)
- Florian Carvalho, mezzofondista e maratoneta francese (Fontainebleau, n. 1989)

## Multiplisti(1)
- Florian Geffrouais, multiplista francese (Saint-Lô, n. 1988)

## Musicisti(3)
- Florian Fricke, musicista tedesco (Lindau, n. 1944 - Monaco di Baviera, † 2001)
- Florian Opahle, musicista tedesco (Rosenheim, n. 1983)
- Florian Schneider, musicista e polistrumentista tedesco (Öhningen, n. 1947 - Düsseldorf, † 2020)

## Nuotatori(1)
- Florian Wellbrock, nuotatore tedesco (Brema, n. 1997)

## Ostacolisti(1)
- Florian Schwarthoff, ex ostacolista tedesco (Dortmund, n. 1968)

## Pallamanisti(1)
- Florian Kehrmann, ex pallamanista e allenatore di pallamano tedesco (Neuss, n. 1977)

## Pallavolisti(1)
- Florian Lacassie, pallavolista francese (Tolone, n. 1990)

## Piloti motociclistici(4)
- Florian Alt, pilota motociclistico tedesco (Gummersbach, n. 1996)
- Florian Camathias, pilota motociclistico svizzero (Wittenbach, n. 1924 - Dartford, † 1965)
- Florian Ferracci, pilota motociclistico francese (Lione, n. 1966)
- Florian Marino, pilota motociclistico francese (Cannes, n. 1993)

## Pistard(2)
- Florian Grengbo, pistard francese (Bourg-en-Bresse, n. 2000)
- Florian Rousseau, ex pistard francese (Joinville-le-Pont, n. 1974)

## Pittori(1)
- Florian Abel, pittore tedesco

## Politici(4)
- Florian de Kergorlay, politico e militare francese (Parigi, n. 1769 - Parigi, † 1856)
- Florian Kronbichler, politico e giornalista italiano (Riscone, n. 1951)
- Florian Meier, politico e poliziotto liechtensteinese (Vaduz, n. 1988)
- Florian Philippot, politico francese (Croix, n. 1981)

## Presbiteri(1)
- Florian Abrahamowicz, presbitero austriaco (Vienna, n. 1961)

## Registi(4)
- Florian Baxmeyer, regista tedesco (Essen, n. 1974)
- Florian Furtwängler, regista cinematografico, attore e sceneggiatore tedesco (Bad Wiessee, n. 1935 - Monaco di Baviera, † 1992)
- Florian Gallenberger, regista e sceneggiatore tedesco (Monaco di Baviera, n. 1972)
- Florian Henckel von Donnersmarck, regista, sceneggiatore e produttore cinematografico tedesco (Colonia, n. 1973)

## Rugbisti a 15(2)
- Florian Cazenave, rugbista a 15 francese (Tarbes, n. 1989)
- Florian Fritz, rugbista a 15 francese (Sens, n. 1984)

## Saltatori con gli sci(2)
- Florian Liegl, ex saltatore con gli sci austriaco (Hall in Tirol, n. 1983)
- Florian Schabereiter, ex saltatore con gli sci austriaco (Leoben, n. 1991)

## Schermidori(1)
- Florian Staub, schermidore svizzero (n. 1990)

## Sciatori alpini(7)
- Florian Eckert, ex sciatore alpino tedesco (Oberstdorf, n. 1979)
- Florian Eisath, ex sciatore alpino italiano (Bolzano, n. 1984)
- Florian Loriot, sciatore alpino francese (Sallanches, n. 1998)
- Florian Runggaldier, ex sciatore alpino italiano (n. 1966)
- Florian Schieder, sciatore alpino italiano (Bolzano, n. 1995)
- Florian Schneider, ex sciatore alpino tedesco (n. 1982)
- Florian Seer, ex sciatore alpino austriaco (n. 1976)

## Sciatori freestyle(1)
- Florian Wilmsmann, sciatore freestyle tedesco (Tegernsee, n. 1996)

## Scrittori(2)
- Florian Ceynowa, scrittore, linguista e attivista polacco (Sławoszyno, n. 1817 - Bukowiec, † 1881)
- Florian Zeller, scrittore, drammaturgo e regista francese (Parigi, n. 1979)

## Slittinisti(4)
- Florian Breitenberger, slittinista italiano (Merano, n. 1983)
- Florian Clara, ex slittinista italiano (San Martino in Badia, n. 1988)
- Florian Gruber, slittinista italiano (Bressanone, n. 1994)
- Florian Müller, slittinista tedesco (n. 2001)

## Tennisti(1)
- Florian Mayer, ex tennista tedesco (Bayreuth, n. 1983)

## Tuffatori(1)
- Florian Fandler, tuffatore tedesco (Halle, n. 1987)

## Vescovi cattolici(1)
- Florian Demange, vescovo cattolico e missionario francese (Saulxures, n. 1875 - Daegu, † 1938)